# القاعدة (جريدة)
القاعدة هي صحيفة كانت تُنشر في العراق وتابعة بشكل خاص للحزب الشيوعي العراقي. اشتهرت الصحيفة بسبب القيود التي كانت مفروضة عليها حيث طُبعت لمدة 13 عاماً بشكل سري مع بعض الانقطاعات بين الفينة والأخرى.
صدر العدد الأول من القاعدة في يناير/كانون الثاني من عام 1943، وكانت الجريدة قد تأسّست في خضم الانقسامات التي عصفت بالحزب الشيوعي. تم إعداد الجريدة من قبل يوسف سلمان يوسف وثلاثة من أنصاره في الحزب هم داود الصايغ وحسين محمد الشبيبي ثم زكي محمد باسم. سعت الصحيفة للتنافس مع جريدة الشرارة؛ وقد نجحت في هذا إلى حد ما وذلك ما بعدما حققت شهرة محلية لا بأس بها بالرغم من كل القيود والحظر وما إلى ذلك. شغل الصايغ منصب محرر في الصحيفة قبل طرده من الحزب.
حظرت الحكومة العراقية جريدة القاعدة كما منعت تداولها ونشرها أو حتى إعادة طبع أو نشر النسخ القديمة كما أكدت على أن كل من يقوم بهذا سيواجه عقوبة السجن. في عام 1947؛ كانت هناك حوالي 3000 نسخة أو طبعة من الجريدة مُتداولة داخل العراق.:191 كان الصحيفة أيضا واحدة من الصحف الأكثر قراءة على نطاق واسع في البلاد في ذلك الوقت. حظيت الجريدة بشهرة عالية في بغداد كما انتشرت بين الأوساط الشيعية في الجنوب وكذلك في الشمال أين يتركز الأكراد.:181 خلال 1954-55 تم نشر سبعة عشر نسخة لا غير من جريدة القاعدة. على الرغم من كون تداولها غير قانوني إلا أن عدد نسخ الصحيفة قد تضاعف إلى حوالي 5,400.
في عام 1955؛ أسّس عُمّال ومحرري صحيفة القاعدة جريدة اتحاد الأمل والتي بات خطها التحريري مغايرا لسلفها حيث ركزت على القضايا الزراعية بدل تلك السياسية. بدأت الجريدة في الانهيار فعلا خاصة بعدما شنّت الحكومة العراقية حربا ضروسا ضد الحزب الشيوعي الذي اختار إغلاق الجريدة ومن ثم فتح أخرى تحت اسم اتحاد الشعب التي تأسست على يد الجهاز الجديد للحزب. جدير بالذكر هنا أن العدد الأخير من جريدة القاعدة قد تم نشره في 19 يونيو 1956.